# 541e division de grenadiers
La 541e division de grenadiers (en allemand : 541. Grenadier-Division ou 541. GD) est une des divisions d'infanterie de l'armée allemande (Wehrmacht) durant la Seconde Guerre mondiale.

## Historique
La 541e division de grenadiers est formée comme Sperr-Division 541 par une ordonnance de l'OKW du 10 juillet 1944 et renommée 541. Grenadier-Division le 17 juillet 1944.
Elle est levée dans le Wehrkreis X et est envoyée sur le Front de l'Est à la fin juillet, rattachée au XXIII. Armeekorps qui dépend de la 2e armée au sein du groupe d'armées Centre, et se trouve affectée dans les secteurs de Narew et de la rivière Bug.
Par l'ordonnance du 16 septembre 1944, toutes les Grenadier-Division de la 29. Welle (29e vague de mobilisation sont réorganisées suivant la 32. Welle en tant que Volks-Grenadier-Divisionen.
Elle est renommée 541. Volksgrenadier-Division le 9 octobre 1944.

## Organisation

### Commandants
| Date                            | Grade           | Commandant    |
| ------------------------------- | --------------- | ------------- |
| ? juillet 1944 - 9 octobre 1944 | Generalleutnant | Wolf Hagemann |

## Théâtres d'opérations
- Front de l'Est, secteur Centre : Juillet 1944 - Octobre 1944

## Ordre de bataille
- Grenadier-Regiment 1073
- Grenadier-Regiment 1074
- Grenadier-Regiment 1075
- Artillerie-Regiment 1541
  - I. Abteilung
  - II. Abteilung
  - III. Abteilung
  - IV. Abteilung
- Division-Füssilier-Kompanie 541
- Divisionseinheiten 1541